# جونزویل (آلاباما)
جونزویل (به انگلیسی: Jonesville) یک منطقهٔ مسکونی در ایالات متحده آمریکا است که در آلاباما واقع شده‌است. جونزویل ۱۰۷٫۹ متر بالاتر از سطح دریا واقع شده‌است.